# 시키나미역
시키나미역(일본어: 敷浪駅)은 일본 이시카와현 하쿠이군 호다쓰시미즈정에 위치한 서일본 여객철도 나나오 선의 철도역이다. 상대식 승강장 2면 2선의 구조를 갖춘 지상역이다.

## 타는 곳
| 역사 측 | ■ 나나오 선 | 상행 | 쓰바타 · 가나자와 방면 |
| 반대 측 | ■ 나나오 선 | 하행 | 하쿠이 · 나나오 방면   |

## 이용 현황
- 2004년도 : 250명
- 2005년도 : 237명
- 2007년도 : 224명

## 역 주변
- 국도 제159호선 · 국도 제249호선
- 호다쓰시미즈 정청
- 이마하마 해수욕장 · 지리하마 해수욕장

## 인접 역
| 서일본 여객철도 ■ 나나오 선   | 서일본 여객철도 ■ 나나오 선 | 서일본 여객철도 ■ 나나오 선  |
| ----------------------------- | --------------------------- | ---------------------------- |
| 호다쓰 가나자와 · 쓰바타 방면 | 나나오 선                   | 미나미하쿠이 와쿠라온센 방면 |